# Luik-Bastenaken-Luik 2019
De wielerwedstrijd Luik-Bastenaken-Luik werd in 2019 verreden op zondag 28 april. De wedstrijd maakte deel uit van de UCI World Tour 2019 en de UCI Women's World Tour 2019. Titelverdedigers waren Bob Jungels (mannen) en Anna van der Breggen (vrouwen). Sinds dit jaar was de finish niet meer in Ans zoals de afgelopen jaren, maar keerde terug in het centrum van Luik, op de Boulevard d'Avroy. Winnaars van deze editie zijn Jakob Fuglsang (mannen) en Annemiek van Vleuten (vrouwen).

## Mannen

### Deelnemers
Per team mochten zeven renners worden opgesteld, wat het totaal aantal deelnemers op 175 bracht.
| 18 UCI World Tour-ploegen | 18 UCI World Tour-ploegen | 18 UCI World Tour-ploegen | 7 wildcards              |
| ------------------------- | ------------------------- | ------------------------- | ------------------------ |
| AG2R La Mondiale          | EF Education First        | Team INEOS                | Arkéa Samsic             |
| Astana Pro Team           | Groupama-FDJ              | Team Jumbo-Visma          | Cofidis                  |
| Bahrain-Merida            | Lotto Soudal              | Team Katjoesja Alpecin    | Sport Vlaanderen-Baloise |
| BORA-hansgrohe            | Movistar Team             | Team Sunweb               | Total Direct Énergie     |
| CCC Team                  | Mitchelton-Scott          | Trek-Segafredo            | Vital Concept-B&B Hotels |
| Deceuninck–Quick-Step     | Team Dimension Data       | UAE Team Emirates         | Wallonie Bruxelles       |
|                           |                           |                           | Wanty-Groupe Gobert      |
|                           |                           |                           |                          |

### Koersverloop
De laatste van de gebruikelijke vroege vluchters (Julien Bernard) wordt op 70 kilometer van de meet gegrepen op de Haute-Levée. Dan volgen meerdere ontsnappingen met onder meer Philippe Gilbert, Greg Van Avermaet, Maximilian Schachmann, Tanel Kangert en Omar Fraile; die worden allemaal tenietgedaan. Op 25 km van de finish maakt een trio zich los van het peloton: Tim Wellens, Patrick Konrad en Daryl Impey. Aan de voet van de Roche-aux-Faucons laat Tim Wellens zijn gezellen achter, maar hij wordt al snel ingehaald door de favorieten. 
Op de Roche-aux-Faucons voert Jakob Fuglsang het tempo op. Davide Formolo en Michael Woods kunnen eerst nog volgen, maar moeten lossen in het tweede deel van de klim. Fuglsang finisht solo, met 26 seconden voorsprong op Davide Formolo.

### Uitslag
| Plaats  | Naam                  | Ploeg                 |          |
| ------- | --------------------- | --------------------- | -------- |
| Winnaar | Jakob Fuglsang        | Astana Pro Team       | 6u37'37" |
| 2       | Davide Formolo        | BORA-hansgrohe        | + 26"    |
| 3       | Maximilian Schachmann | BORA-hansgrohe        | + 57"    |
| 4       | Adam Yates            | Mitchelton-Scott      | z.t.     |
| 5       | Michael Woods         | EF Education First    | z.t.     |
| 6       | David Gaudu           | Groupama-FDJ          | z.t.     |
| 7       | Mikel Landa           | Movistar Team         | z.t.     |
| 8       | Vincenzo Nibali       | Bahrain-Merida        | + 1'00"  |
| 9       | Dylan Teuns           | Bahrain-Merida        | + 1'05"  |
| 10      | Wout Poels            | Team Sky              | + 1'26"  |
| 11      | Tim Wellens           | Lotto Soudal          | + 1'29"  |
| 12      | Michał Kwiatkowski    | Team Sky              | z.t.     |
| 13      | Patrick Konrad        | BORA-hansgrohe        | z.t.     |
| 14      | Jay McCarthy          | BORA-hansgrohe        | z.t.     |
| 15      | Carlos Betancur       | Movistar Team         | z.t.     |
| 16      | Julian Alaphilippe    | Deceuninck–Quick-Step | z.t.     |
| 17      | Laurens De Plus       | Team Jumbo-Visma      | z.t.     |
| 18      | Tadej Pogačar         | UAE Team Emirates     | z.t.     |
| 19      | Guillaume Martin      | Wanty-Gobert          | z.t.     |
| 20      | Daniel Martínez       | EF Education First    | z.t.     |

## Vrouwen
De wedstrijd voor de vrouwen was aan zijn derde editie toe. Titelverdedigster was Anna van der Breggen. Deze editie met de finish weer in de stad Luik werd gewonnen door Annemiek van Vleuten.
In tegenstelling tot de Nederlandse en Vlaamse klassiekers, werden de Waalse wedstrijden (Luik en Waalse Pijl) ook dit jaar niet op tv uitgezonden. Beide worden door ASO georganiseerd en het Waalse RTBF verzorgt de uitzending van de mannenwedstrijd. Veel rensters en volgers - onder wie winnares Van Vleuten - betreurden dit en riepen beide partijen op om ze in het vervolg wel uit te zenden. De UCI paste de voorwaarden aan van de Women's World Tour, waardoor alle wedstrijden vanaf 2020 minimaal 45 minuten van de finale live uit moeten zenden. De ASO besloot in mei 2019 om al haar wedstrijden (Waalse Pijl, Luik-Bastenaken-Luik, La Course en Madrid Challenge) per 2020 terug te trekken uit de WorldTour, dit tot grote verontwaardiging van de rensters. Hierna volgden succesvolle bemiddelingspogingen waardoor in juni bekend werd dat beide wedstrijden alsnog in 2020 op de kalender staan en live uitgezonden zullen worden.

### Parcours
Net als in de eerste twee edities ging ook de derde van start in Bastenaken over 135,5 km met dezelfde vernieuwde finale als de mannen over de Côte de la Redoute en Roche aux Faucons en de finish in het centrum van Luik op de Boulevard d'Avroy.
De vijf geklasseerde beklimmingen:
- Côte de Wanne
- Côte de Brume
- Côte de la Vecquée
- Côte de la Redoute
- Roche aux Faucons

### Deelnemers
| UCI-teams          | UCI-teams                          | UCI-teams                   |
| ------------------ | ---------------------------------- | --------------------------- |
| Alé Cipollini      | CCC-Liv                            | Movistar Team               |
| Aromitalia Vaiano  | Cogeas-Mettler-Look                | Parkhotel Valkenburg-Destil |
| Astana             | Doltcini-Van Eyck Sport            | Team Sunweb                 |
| BePink             | FDJ Nouvelle-Aquitaine Futuroscope | Team Tibco                  |
| Bigla Pro Cycling  | Hagens Berman-Supermint            | Trek-Segafredo              |
| Boels Dolmans      | Health Mate-Cyclelive              | Valcar-Cylance              |
| BTC City Ljubljana | Lotto Soudal Ladies                | Team Virtu                  |
| Canyon-SRAM        | Mitchelton-Scott                   | WNT-Rotor                   |

### Koersverloop
Op de eerste beklimming, de Côte de Wanne, kwam Maria Novolodskaya als eerste van het peloton over de top. Ook op de volgende beklimming, de Côte de Brume, kwam ze als eerste boven en wist daar te ontsnappen samen met Leah Kirchmann. De koplopers kwamen ook op de Côte de la Vecquée als eerste boven, maar werden erna ingerekend, waarna het peloton uiteenspatte op de Côte de la Redoute: Annemiek van Vleuten begon er aan haar solo van 30 km die ze volhield tot op de finish. Op de laatste beklimming, de Côte de la Roche aux Faucons, probeerden Annika Langvad en het Trek-duo Lizzie Deignan en Elisa Longo Borghini tevergeefs om het gat te dichten. De drie achtervolgers werden ingelopen, waarna Floortje Mackaij demarreerde en enkele seconden voor de groep uitbleef. Demi Vollering sprintte naar de derde plaats en vervolledigde daarmee een Nederlands podium.

### Uitslag
| Plaats  | Naam                  | Ploeg                |          |
| ------- | --------------------- | -------------------- | -------- |
| Winnaar | Annemiek van Vleuten  | Mitchelton-Scott     | 3u42'10" |
| 2       | Floortje Mackaij      | Team Sunweb          | + 1'39"  |
| 3       | Demi Vollering        | Parkhotel Valkenburg | + 1'43"  |
| 4       | Soraya Paladin        | Alé Cipollini        | z.t.     |
| 5       | Lucinda Brand         | Team Sunweb          | z.t.     |
| 6       | Katarzyna Niewiadoma  | Canyon-SRAM          | z.t.     |
| 7       | Elizabeth Deignan     | Trek-Segafredo       | z.t.     |
| 8       | Alena Amialiusik      | Canyon-SRAM          | z.t.     |
| 9       | Elisa Longo Borghini  | Trek-Segafredo       | z.t.     |
| 10      | Cecilie Uttrup Ludwig | Bigla                | z.t.     |
| 11      | Amanda Spratt         | Mitchelton-Scott     | z.t.     |
| 12      | Anna van der Breggen  | Boels Dolmans        | z.t.     |
| 13      | Ellen van Dijk        | Trek-Segafredo       | z.t.     |
| 14      | Annika Langvad        | Boels Dolmans        | z.t.     |
| 15      | Julie Van de Velde    | Lotto Soudal Ladies  | + 1'55"  |
| 16      | Katie Hall            | Boels-Dolmans        | z.t.     |
| 17      | Mavi García           | Movistar Team        | + 2'05"  |
| 18      | Leah Kirchmann        | Team Sunweb          | + 2'47"  |
| 19      | Aude Biannic          | Movistar Team        | z.t.     |
| 20      | Sofia Bertizzolo      | Team Virtu           | z.t.     |